# Jacob de Wet
Jacob de Wet ou Jacob Willemszoon de Wet ou Jacob Willemsz. de Wet l'Ancien (vers 1610, Haarlem – entre 1675 et 1691, Haarlem) est un peintre néerlandais du siècle d'or. Il est connu pour ses portraits de personnages bibliques et ses peintures de paysages.

## Biographie
Jacob de Wet est né vers 1610 à Haarlem aux Pays-Bas. Il est issu d'une famille catholique. Son père Willem Jansz. de Wet est huissier et sa mère s'appelle Maritge Jacobsdr. Son frère Gerrit, décédé en 1674, est également un peintre. Jacob épouse en premières noces Maria Jochemsdr van Woubrugge le 20 mai 1635, dont il n'a aucun enfant, et en secondes noces, Maria Jabosdr., le 12 mai 1639, avec qui il a cinq enfants. Un de ses fils Jacob II sera également peintre.
Jacob de Wet devient membre de la Guilde de Saint-Luc d'Haarlem en 1632. Il est possible qu il ait été l'élève de Rembrandt pendant les années 1630.
Il a acquis une certaine notoriété comme peintre, à en juger par le nombre de ses disciples. En effet parmi les 35 élèves, certains d'entre eux sont renommés : Paulus Potter, Job Adriaensz Berckheyde, Adriaen Jansz Kraen, Johann Philip Lemke, Jan Vermeer van Haarlem I (ne pas confondre avec Johannes Vermeer de Delft), Jacob de Wet II, et Kort Withold.
Jacob de Wet meurt entre 1675 et 1691 à Haarlem.

## Œuvres
La grande galerie du Palais de Holyrood en Écosse est décorée avec 106 portraits de monarques écossais que Jacob de Wet a peints.
On recense également les œuvres suivantes :
- Nativité Musée des Beaux-Arts de Carcassonne [4]
- Un paysage avec une rivière au pied d'une colline[5], The National Gallery, Londres
- Le Christ en train de bénir des enfants[6], Rijksmuseum, Amsterdam
- Vue d'une rivière[7], Rijksmuseum, Amsterdam